# La Maison des filles perdues
 (janvier 2020).
Si vous disposez d'ouvrages ou d'articles de référence ou si vous connaissez des sites web de qualité traitant du thème abordé ici, merci de compléter l'article en donnant les références utiles à sa vérifiabilité et en les liant à la section « Notes et références ».
Pour plus de détails, voir Fiche technique et Distribution.
La Maison des filles perdues (La casa delle bambole crudeli, The House of the Lost Dolls, parfois exploité sous le titre Police Magnum 84) est un policier érotique franco-italien sorti en 1974 et réalisé par Pierre Chevalier pour le compte de la firme française Eurociné spécialisée dans les productions à très petits budgets.

## Synopsis
Aidée d'un des clients d'une maison de passe clandestine, la jeune Magda s'arrache à l'emprise d'un tentaculaire gang de proxénètes qui enlèvent des jeunes femmes pour les obliger à se prostituer. S'en remettant aussitôt à la police, elle rend compte de son triste parcours et apporte assez d'éléments pour aider l'agent d'Interpol Marc Roberts à démanteler le réseau.

## Fiche technique
- Réalisation : Pierre Chevalier (parfois crédité Peter Knight)
- Scénario : Pierre Chevalier et Jesús Franco (crédité A.L. Mariaux)
- Photographie : Gérard Brisseau
- Montage : Luigi Batzella
- Musique : Daniel White
- Sociétés de production : Eurociné
- Pays d'origine :  France,  Italie
- Affiche : Constantin Belinsky (France)

## Distribution
- Sandra Julien : Magda
- Silvia Solar : Sylvia
- Magda Mundari : Yvette
- Olivier Mathot : Rasly
- Evelyne Scott (créditée Evelyn Scott) : la première femme blonde
- Gillian Gill (créditée Gillian Pascuale) : Madame Zozo
- Raymond Schettino : M. Gaston
- Gilda Arancio (créditée Gilda York) : la deuxième femme blonde
- Antonia Lotito : Mimie
- Jean Roville : Dupre
- Claude Boisson (crédité Yul Sanders) : le chauve
- Johnny Wessler : le complice de Sylvia
- Mario Santini : Calvet
- Jack Taylor (non crédité): Marc Roberts

## Autour du film
- Toutes les séquences où intervient Jack Taylor sont extraites du film d'espionnage italien Sigma Trois, agent special (Agente Sigma 3 - Missione Goldwather) réalisé en 1967 par Gian Paolo Callegari et dont Silvia Solar était également la vedette.
- Des séquences de ce film seront à leur tour récupérées en 1982 dans la production L'Oasis des filles perdues réalisée par José Jara.